# Mascherel

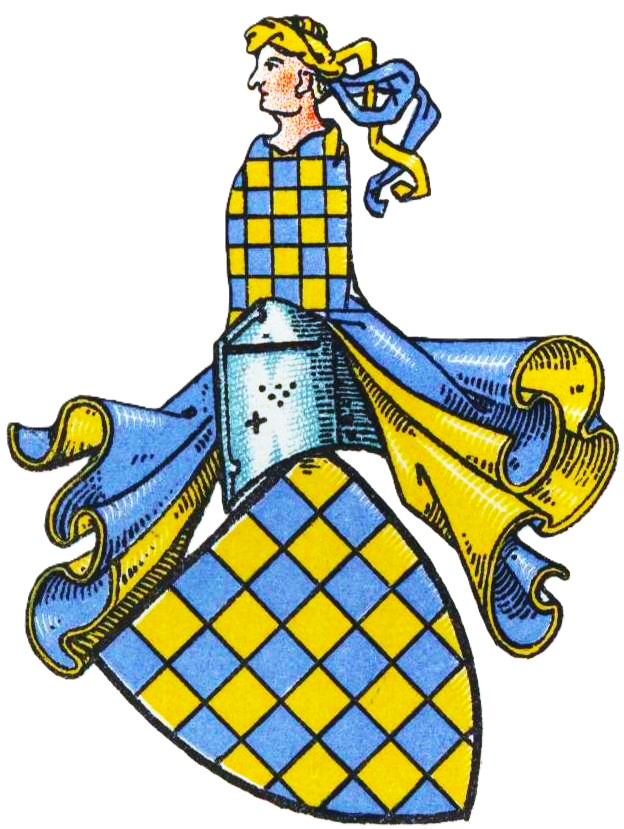
Wappen derer von Mascherel im Wappenbuch des Westfälischen Adels

Mascherel (auch Mascherel genannt Knopf o. ä.) ist der Name eines erloschenen niederländisch-niederrheinischen Adelsgeschlechts, das zuletzt auch in Westfalen ansässig war.

## Geschichte
Das Geschlecht entstammt der Region Niederrhein. Schon 1400 und noch 1554 saß es auf Winandsrath (Nuth-Wijnandsrade) in der niederländischen Provinz Limburg. Ferner hatte die Familie Bellegoy (Wijchen-Balgoij) (1516–1600) und Opinen (Neerijnen-Opijnen) (1600), beide in der niederländischen Provinz Gelderland, Schloss Paffendorf (1516) in Bergheim im heutigen Rhein-Erft-Kreis und Novion in Luxemburg (1600) im Besitz. Später besaß die Familie auch Grimminghausen (1656–1694), heute ein Stadtteil von Plettenberg im Märkischen Kreis in Westfalen.
Laut Max von Spießen erlosch die Familie im Mannesstamm mit dem Tod von Johann Wilhelm von Mascherel am 13. August 1681. Laut Anton Fahne lebte sein Bruder Johann Adolf von Mascherel noch bis 1691.

## Wappen
Blasonierung: Von Blau und Gold geschacht. Auf dem Helm mit blau-goldenen Helmdecken ein blau-golden geschachter Mannesrumpf mit flatternder Binde.

## Stammfolge

### Niederrheinische Stammlinie
Die niederrheinische Stammlinie stellt sich wie folgt dar:
- Winand von Radt, Herr zu Rath, ⚭ Anna Mascherel von Schönau, Tochter von Ritter Raso (1370)
  - Johann von Radt, Ritter, schrieb sich nach dem Namen seiner Mutter von Mascherel, Herr zu Winandsrath, ⚭ I. Maria von Opey, Tochter von Lambert von Opey und Aleid von Lommen, ⚭ II. N. N., Tochter von Johann Brant (1400)
    - Catharina von Mascherel ⚭ Nicolaus von Hoen zu Hoensbroich
    - Winand von Mascherel, Herr zu Winandsrath, ⚭ Margaretha von Gaveren (1430)
      - Johann von Mascherel, Herr zu Winandsrath, Ritter, ⚭ Sibilla von Merckelbach (1480)
        - Winand Johann von Mascherel, Herr zu Winandsrath, Ritter, ⚭ Margaretha von Schönrath zu Heiden, Tochter von Johann von Schönrath und Meria von Merode
          - Maria von Mascherel, Erbin zu Winandsrath, ⚭ Wilhelm von Bongart zu Bergerhausen, Erbkämmerer, um 1554

        - Henrich von Mascherel, Herr zu Bellegoy, ⚭ Jolanda von Oy, Erbin zu Bellegoy
          - Johann von Mascherel, Herr zu Bellegoy, ⚭ Aldegunda von Koch
            - Henrich von Mascherel, Herr zu Bellegoy, ⚭ Walrava von Wees
              - Johanna von Mascherel († 1608), begraben zu Sonsbeck in der Kirche
              - Johann von Mascherel, Herr zu Bellegoy, kinderlos, ⚭ Elisabeth von Willich zu Kerverdune, Tochter von Stephan von Willich und Margaretha von Wittenhorst zu Horst (1600)
              - Hildegunda von Mascherel ⚭ Carl von Quiremont, Herr von Fourneront

            - Methilde von Mascherel ⚭ Christoph von Leerodt
            - Jolanda von Mascherel ⚭ Henrich von Wittenhorst, klevischer Landdrost (1576–1598)
            - Anna von Mascherel ⚭ Johann von Bongart zu Bongart (gegen 1560)

          - Floris von Mascherel, Deutschorden-Ritter, Komtur zu Beucht
          - Barbara von Mascherel ⚭ Arnold Huyn von Amstenrade zu Geleen
          - Huberta von Mascherel ⚭ Caspar Huyn von Amstenrade zu Rivieren
          - Margaretha von Mascherel ⚭ Johann von Cortenbach zu Helmond

  - Godfried, starb auf einer Pilgerreise nach Jerusalem
  - N. N. von Raedt ⚭ N. N. von Elderen
    - Anna von Raedt ⚭ Gerard von Flodorp zu Leuth, Erbvogt zu Kurmund

### Luxemburgisch-westfälische Linie
Neben der niederrheinischen Stammlinie ist eine luxemburgisch-westfälische Linie überliefert. Wie diese an die Stammlinie anzuschließen ist, ist nicht bekannt:
- Michael von Mascherel, Herr zu Novion im Herzogtum Luxemburg, ⚭ Regina von Felden
  - Adam von Mascherel, herzoglich-jülichscher Geheimrat, ⚭ Elisabeth von Hattstein zu Bomm
    - Johann von Mascherel († 1638), gräflich-falkensteinischer Rat, Bürgermeister zu Duisburg, Rentmeister zu Holte, ⚭ Clara von Pfreundt, Tochter von Johann von Pfreundt, Erbherr zu Ettersburg bei Weimar, und Christine von Brechie
      - Johann Wilhelm von Mascherel († 1681), Herr zu Grimmlinghausen in der Grafschaft Mark, Rentmeister zu Hörde, unverheiratet, begraben zu Hörde
      - Johann Adolf von Mascherel († 1691), Herr zu Grimmlinghausen, Leutnant, begraben zu Ohle
      - Anna Aleid von Mascherel († 1694), Erbin zu Grimmlinghausen, begraben zu Soest in der Petri-Kirche, ⚭ Andreas von Dael, Bürgermeister zu Soest